# Todor Aleksandrow

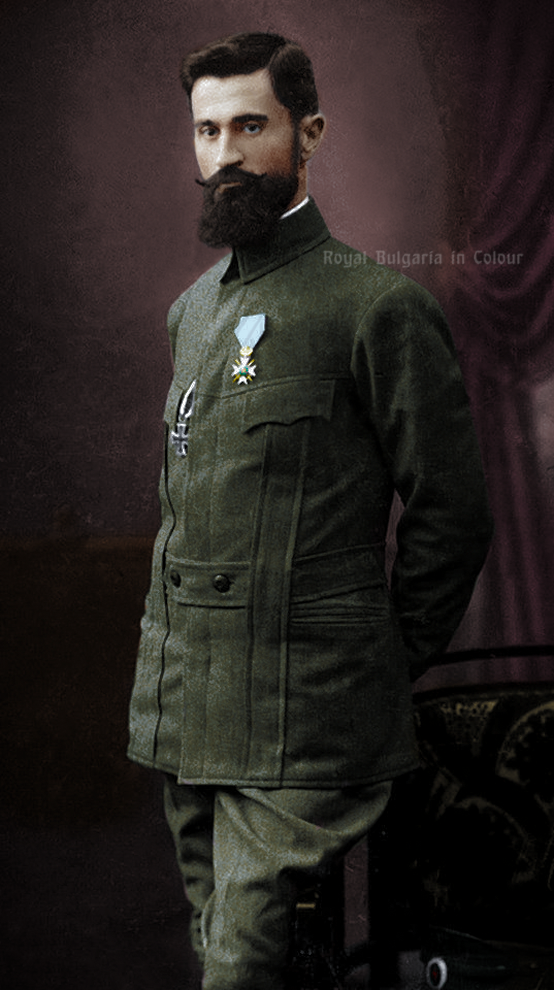
Todor Aleksandrow während des Ersten Weltkriegs in bulgarischer Uniform

Todor Aleksandrow Poporuschew (auch Todor Aleksandrov Poporušev geschrieben, bulgarisch und mazedonisch Тодор Александров Попорушев; * 4. März 1881 in Novo Selo bei Štip, Osmanisches Reich, heute Nordmazedonien; † 31. August 1924 in Sugarewo bei Melnik, Zarentum Bulgarien) war ein bulgarisch-makedonischer Wojwode, Widerstandskämpfer in Makedonien und Gründer der Inneren Makedonischen Revolutionären Organisation (IMRO).
Aleksandrow verfolgte mit der IMRO das Ziel eines autonomen Makedoniens, das sich später (ähnlich wie mit der Vereinigung Rumeliens mit Bulgarien) dem bulgarischen Staat anschließen sollte. Nach den nationalen Katastrophen Bulgariens, nämlich den Niederlagen in den Balkankriegen und dem Ersten Weltkrieg (Vertrag von Neuilly-sur-Seine), als eine Angliederung an Bulgarien unmöglich schien, verfolgten Aleksandrow und die IMRO das Ziel eines unabhängigen Makedoniens mit der Hauptstadt Thessaloniki, wo alle Nationalitäten die gleichen Rechte besitzen sollten. Allerdings sollte dieser Staat einen vorherrschenden bulgarischen Charakter besitzen und als solcher als Satellitenstaat Bulgariens fungieren. Aleksandrows Ansichten ließen am bulgarischen ethnischen Charakter der makedonischen Slawen keine Zweifel zu.
Alexandrow war eine prominente Figur in der makedonischen Emigration in Bulgarien. Für seine revolutionären Tätigkeiten in Makedonien gilt er in der bulgarischen und nordmazedonischen Geschichtsschreibung als der „letzte Zar der Berge“. Während des Ersten Weltkriegs kooperierten Aleksandrow und die IMRO eng mit den militärischen Stellen des Deutschen Reichs im damals bulgarisch besetzten Makedonien. Für seine Verdienste während des Ersten Weltkriegs wurde Todor Aleksandrow vom Kaiser Wilhelm II. höchstpersönlich mit dem Eisernen Kreuz ausgezeichnet.

## Leben

### Familie
Todor Aleksandrow wurde am 4. März 1881 im Dorf Novo Selo in der Nähe der Stadt Štip im damaligen Osmanischen Reich geboren (heute Nordmazedonien). Er entstammte der Familie des Exarchats-Lehrers und Aufklärers Aleksandar Poporuschew und Marija Chadschijanewa, welche sechs Töchter und einen Sohn, Todor hatten. Die Schwestern Ekaterina, Wassilka, Elena, Kira, Konstantina und Sofia waren Absolventinnen des Bulgarischen Mädchengymnasiums von Thessaloniki und wurden Pädagoginnen an unterschiedlichen Schulen im osmanischen Reich und in Bulgarien. Konstantina war 1926 in der bulgarischen Hauptstadt Sofia unter den Gründerinnen des Makedonischen Frauenverbandes. Ein Urgroßvater Aleksandrows, Pop Orusch (oder Pop Oruš), war Priester (Pop(e), bulgarisch поп) der Bulgarisch-orthodoxen Kirche. Von diesem leitete sich der Familiennamen Poporušev für seine Abkömmlinge ab, der „Nachkomme (Kind) des Pop Oruš“ bedeutet.

### Anfänge der revolutionären Aktivitäten in Makedonien

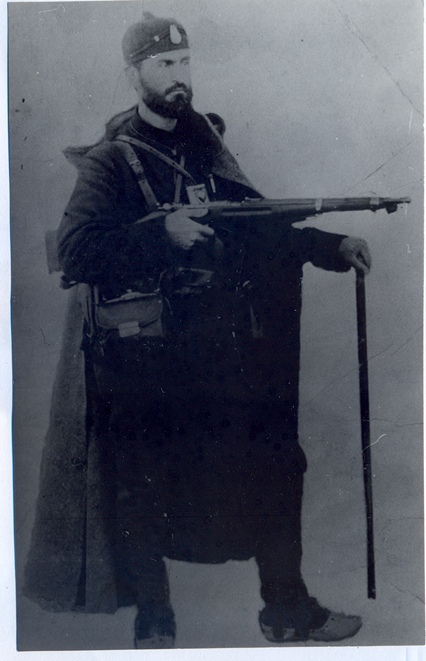
Todor Aleksandrow als Komitadschi in Makedonien

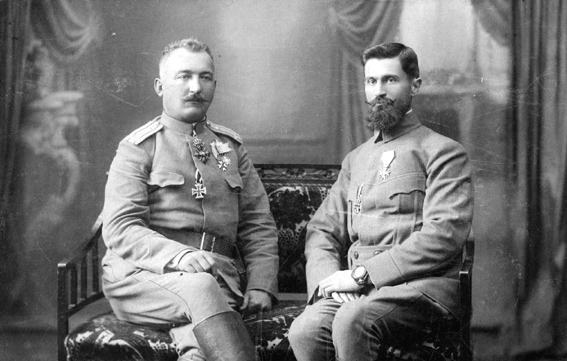
Offizier Aleksandar Protogerow aus Ohrid und Todor Aleksandrow während des Ersten Weltkriegs in bulgarischen Uniformen, beide ausgezeichnet mit dem Eisernen Kreuz

Aleksandrows schulische Ausbildung begann 1888 in Radoviš, wo sein Vater als Lehrer arbeitete. 1893 wurde sein Vater nach Štip in die dortige bulgarische Schule versetzt, woraufhin Aleksandrow seine schulische Laufbahn in seiner Heimatstadt fortsetzte. In Štip absolvierte er die zweite und dritte Progymnasialklasse. 1895 trat er in die Bulgarische Pädagogische Schule in Skopje ein. Dort trat er mit 16 Jahren mit Hilfe des Direktors Christo Matow der Inneren Makedonisch-Adrianopeler Revolutionäre Organisation (IMARO) bei.
Im Jahr 1898 beendete er die Bulgarische Pädagogische Schule in Skopje und wurde als Lehrer in den vom bulgarischen Exarchat betriebenen Schulen in Kočani, Kratovo, Vinica und Štip eingesetzt. Er besuchte ebenso das Bulgarische Männergymnasium in Thessaloniki.
Vor dem Ilinden-Preobraschenie-Aufstand im Jahre 1903 zeichnete sich Aleksandrow als außergewöhnlicher Führer und Organisator des Revolutionären Bezirks Kočani aus. Er wurde am 3. März 1903 von den osmanischen Behörden festgenommen und noch in derselben Nacht unter erzwungener Polizeieskorte nach Skopje gebracht. Dort wurde er von einem außerordentlichen Gericht zu fünf Jahren Einzelhaft verurteilt. Im April 1904 wurde er nach einer Amnestie entlassen. Bald darauf wurde er zum Schulleiter des 2. Gymnasiums in Štip ernannt. Aleksandrow arbeitete zusammen mit den Wojwoden Todor Lazarow und Mische Razwigorow Tag und Nacht daran, den Revolutionsbezirk Štip zu organisieren. Die Ergebnisse seiner Tätigkeit wurden von den osmanischen Behörden entdeckt und im November 1904 wurde ihm die Lehrtätigkeit untersagt. Am 10. Januar 1905 wurde Aleksandrows Haus von zahlreichen osmanischen Truppen umstellt, es gelang ihm jedoch, die militärische Absperrung zu durchbrechen. Er schloss sich sofort der Tscheta (Gruppe) von Mische Razwigorow an, deren Sekretär er wurde. Aleksandrow nahm als Delegierter des Bezirks Štip am Ersten Kongress der Revolutionären Region Skopje teil.
Sein sich verschlechternder Gesundheitszustand führte ihn dazu, nach Bulgarien zu migrieren, wo er 1906 Lehrer in der Schwarzmeerstadt Burgas wurde. Als er dort vom Tod Mische Razwigorows erfuhr, gab er seine Arbeit als Lehrer auf und kehrte sofort nach Makedonien zurück. Im November 1907 wurde Aleksandrow vom Dritten Kongress des Revolutionären Bezirks von Skopje zum Wojwoden gewählt.
Am 2. August 1909 unternahmen die Osmanen einen weiteren Versuch, ihn zu verhaften, scheiterten jedoch erneut. Im Frühjahr 1910 durchquerte er mit seiner Tscheta die Region um Skopje und organisierte revolutionäre, antiosmanische Aktivitäten. Anfang 1911 wurde Aleksandrow Mitglied des Zentralkomitees der IMARO. 1912 wurde er Wojwode in den Bezirken Kilkis (Kukuš) und Thessaloniki (Solun), wo er eine Reihe von Sabotageaktionen gegen osmanische Ziele durchführte, um einen Balkankrieg zu provozieren, in dem Bulgarien intervenieren sollte. Er unterstützte die bulgarische Armee.
Mit Ausbruch des Balkankrieges 1913 war er im Hauptquartier der dritten Brigade der Makedonisch-Adrianopelen Landwehr der bulgarischen Armee tätig. Nach dem Zweiten Balkankrieg, als 1913 Makedonien dem Königreich Serbien zugesprochen war, organisierte er den IMARO-Widerstand gegen andere Nationalitäten, meist Serben und Griechen. Am 4. November 1919 wurde Aleksandrow von der Regierung unter Aleksandar Stambolijski festgenommen, konnte aber neun Tage später fliehen.
Nach dem Ersten Weltkrieg war Alexandrow eine prominente Figur in der makedonischen Emigration in Bulgarien. Er war Vertreter der Štip-Bruderschaft bei der konstituierenden Versammlung der Union makedonischer Emigrantenorganisationen, die vom 22. bis 25. November 1918 in Sofia stattfand.

### Wiedergründung der IMRO unter Aleksandrows Führung

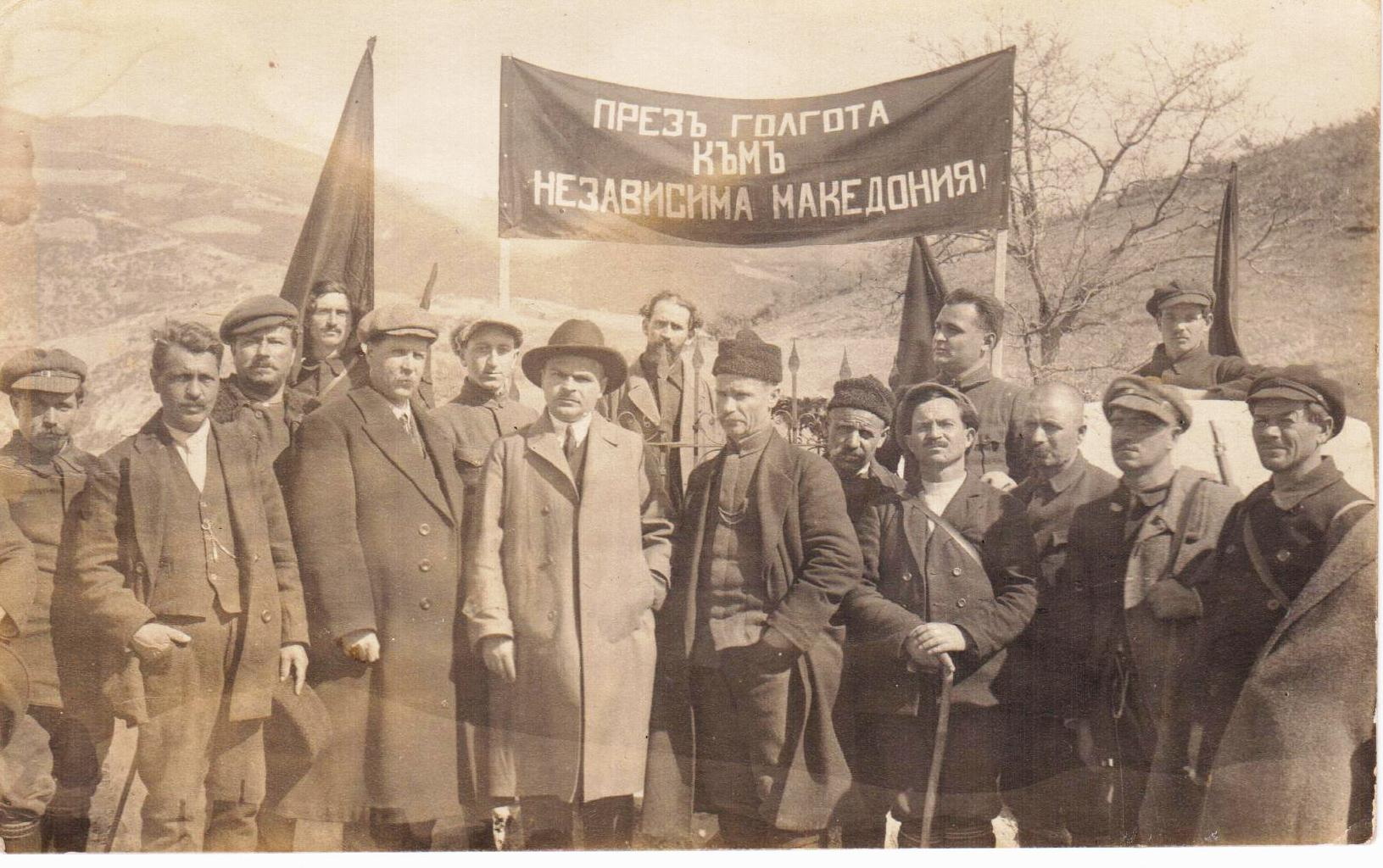
Am Aleksandrows Grab: im Hintergrund ein Banner mit der Aufschrift Презь голгота къмъ независима Македония, zu dt. Durch Golgota (metaphorische Gleichsetzung des Widerstands mit der Kreuzigung Christi) in das unabhängige Makedonien

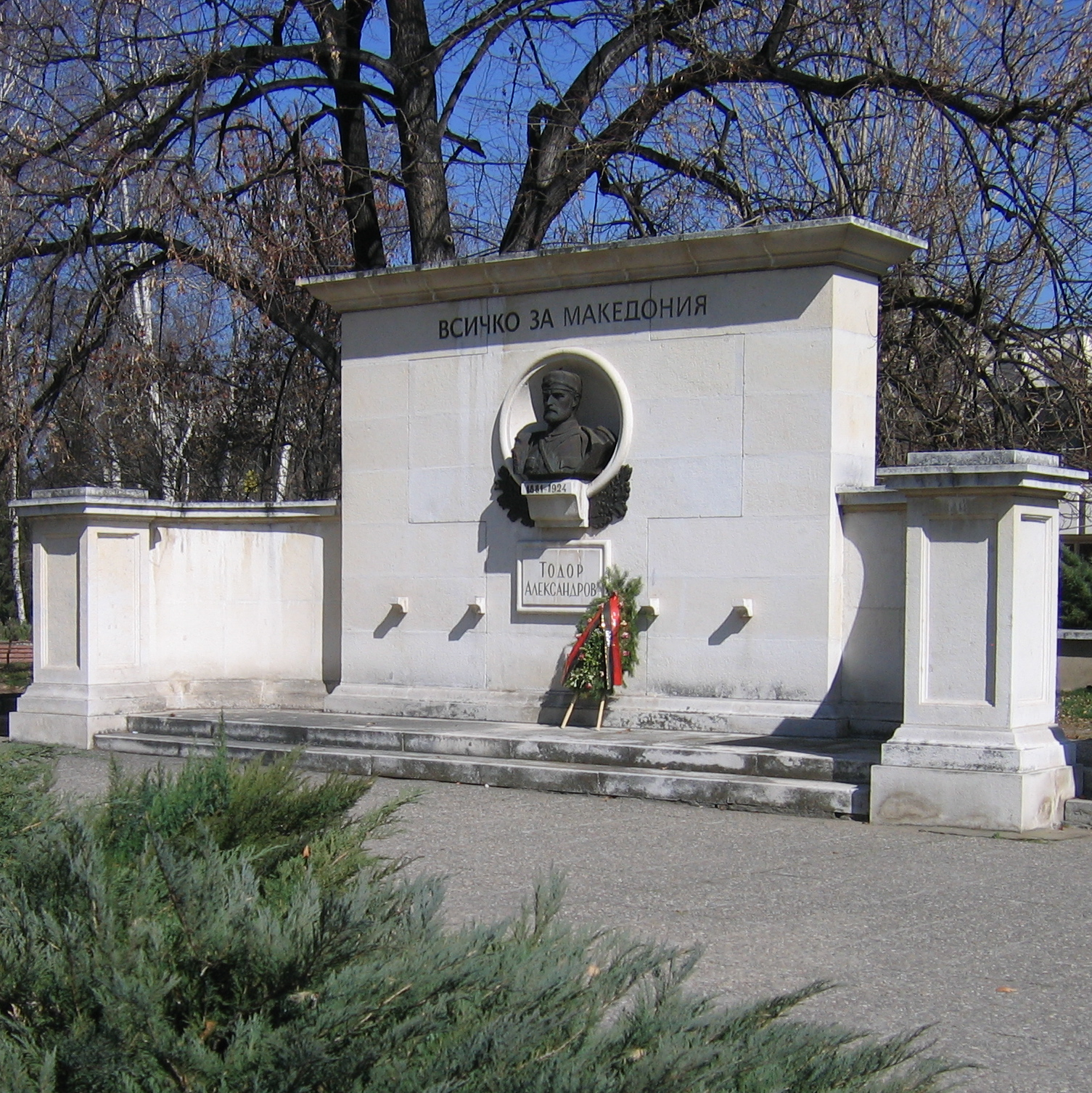
Monument zu Ehren Todor Aleksandrows in Kjustendil, Bulgarien. Das Monument trägt die bulgarische Aufschrift Всичко за Македония, zu dt. Alles für Makedonien

Aleksandrow gründete 1919 zusammen mit General Aleksandar Protogerow, Petar Tschaulew und Koze Zipuschew die IMRO. In der äußerst schwierigen Situation interner Kämpfe gelang es Todor Aleksandrow, die Strukturen der Organisation wiederherzustellen und stieg als ihr Führer mit großer Autorität unter den Flüchtlingen in Bulgarien und der Bevölkerung in Vardar-Mazedonien auf. Das Hauptziel der Organisation war es, die einzelnen Teile Makedoniens zu einer autonomen und langfristig unabhängigen Einheit zu vereinen, um das Bulgarentum darin zu erhalten.
Im Frühjahr 1920 reiste Aleksandrow mit seiner Tscheta in das serbisch-besetzte Vardar-Mazedonien, wo er das revolutionäre Netzwerk wiederherstellte und die Aufmerksamkeit der Weltöffentlichkeit auf die ungelöste makedonische Frage lenkte. Ende 1922 wurde ihm von den serbischen Behörden in Belgrad ein Kopfgeld von 250.000 Dinar auferlegt.
1924 trat die IMRO in Verhandlungen mit der Komintern über eine Zusammenarbeit zwischen den Kommunisten und die Schaffung einer vereinten makedonischen Bewegung. Die Idee einer neuen einheitlichen Organisation wurde von der Sowjetunion unterstützt, die eine Chance sah, diese gut entwickelte revolutionäre Bewegung zu nutzen, um die Revolution auf dem Balkan zu verbreiten und die Balkanmonarchien zu destabilisieren. Alexandrow verteidigte die Unabhängigkeit der IMRO und weigerte sich, in praktisch allen von den Kommunisten geforderten Punkten nachzugeben. Außer einem schriftlichen Manifest (dem sogenannten Mai-Manifest vom 6. Mai), in dem die Ziele der vereinten makedonischen Befreiungsbewegung dargestellt wurden, wurde keine Einigung erzielt. Zu den Zielen des Mai-Manifests gehörten: Unabhängigkeit und Vereinigung des geteilten Makedoniens, Kampf gegen alle benachbarten Balkanmonarchien, Bildung einer Balkankommunistischen Föderation und Zusammenarbeit mit der Sowjetunion.
Da es der Komintern nicht gelang, Alexandrows Unterstützung zu sichern, beschloss diese, ihn zu diskreditieren und veröffentlichte den Inhalt des Manifests am 28. Juli 1924 in der Zeitung Balkanföderation. Todor Aleksandrow und Aleksandar Protogerow leugneten umgehend über die bulgarischen Presse, jemals irgendwelche Vereinbarungen unterzeichnet zu haben, und behaupteten, das Mai-Manifest sei eine kommunistische Fälschung. Kurz darauf wurde Alexandrow unter ungeklärten Umständen ermordet, als ihn ein Mitglied seiner Tscheta am 31. August 1924 im Pirin-Gebirge erschoss. Er hinterließ seine Frau Vangelija, seinen Sohn Aleksandar und seine Tochter Maria Aleksandrowa (später Marija Koewa, welche Verfechterin der Ideale ihres Vaters und der Charta der IMRO war).